# Ziegfeld Theatre (1969)
Pour les articles homonymes, voir Ziegfeld.
Ne doit pas être confondu avec Ziegfeld Theatre (1927).
Le Ziegfeld Theatre était une salle de cinéma située au 141 West de la 54e Rue dans le quartier de Manhattan à New York, aux États-Unis. La salle a ouvert en 1969 et a repris le  nom en honneur de la salle Ziegfeld Theatre ouverte en 1927 et détruite en 1966 malgré les protestations.

## Histoire

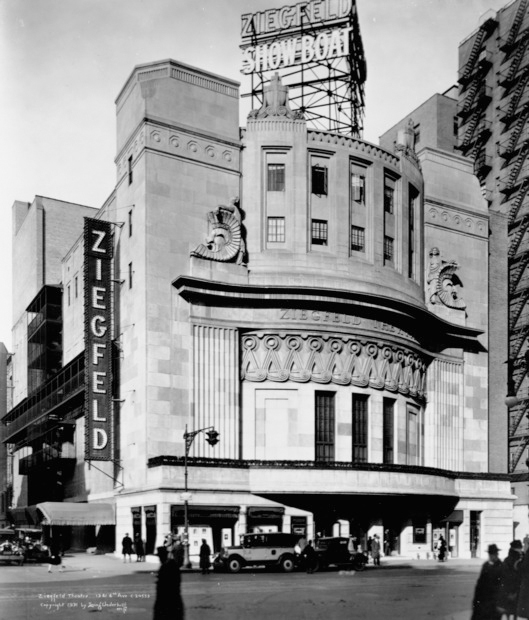
Le premier Ziegfeld Theatre en 1931.

Le 17 décembre 1969, à quelques centaines de mètres du site du Ziegfeld Theatre original, un nouveau Ziegfeld a ouvert ses portes en tant que salle de cinéma à écran unique avec la première new-yorkaise de Les Naufragés de l'espace. C'était le fleuron de la chaîne de cinémas Walter Reade.
Construit par Emery Roth & Sons à partir de plans d'Irving Gershon , le cinéma a été construit sur une partie de l'ancien théâtre et est le premier nouveau théâtre du quartier de Times Square depuis la construction du Radio City Music Hall en 1932. C'est alors l'un des derniers palais du cinéma à écran unique de grande taille construit aux États-Unis. L'intérieur doré et marron a été conçu par John J. McNamara pour un coût de 600 000 $.
Le théâtre compte 1 152 places répartie en 825 places dans la section orchestre et 306 places dans la section arrière à gradins.
Après le film Les Naufragés de l'espace, le salle propose uniquement des ressorties de film jusqu'au 1er juillet 1970, date de la première mondiale de Du vent dans les voiles de Walt Disney Productions,. Dès lors, la salle est souvent utilisée pour des premières mondiales et des projections de presse de grands événements, comme l'ouverture en novembre 1977 de Rencontres du troisième type.
En 1987, Cineplex Odeon Corporation acquiert l'organisation Walter Reade, propriétaire de la salle et reprend l'exploitation du cinéma. Le théâtre subit d'importantes rénovations à la fin des années 1990.
Au cours des années 2000, la salle est équipée d'une projection numérique. Le théâtre est alors le plus grand cinéma à écran unique en opération à New York. L'écran mesurait 20 pieds de haut et 52 pieds de large, ce qui en fait le plus grand écran non IMAX de New York.
En 2008, en raison des travaux de reconstruction au Lincoln Center, la salle accueille le Festival du film de New York
De 2013 jusqu'à sa fermeture, le Ziegfeld était géré par Bow Tie Cinemas, pour le compte de Cablevision, propriétaire du théâtre. Le théâtre faisait auparavant partie de la chaîne Clearview Cinemas, qui appartenait à Cablevision, avant la vente de la chaîne à Bow Tie ; la propriété réelle du bâtiment Ziegfeld a été exclue de la vente.
Le 20 janvier 2016, les propriétaires ont annoncé que le Ziegfeld fermerait « dans quelques semaines » en raison de la baisse de la fréquentation et des revenus. Huit jours plus tard, le Ziegfeld Theatre ferme ses portes au public en tant que grand cinéma à écran unique avec une dernière projection du film Star Wars, épisode VII : Le Réveil de la Force. Le théâtre est alors rénové et rouvre en octobre 2017 comme espace événementiel de luxe appelé Ziegfeld Ballroom de style « paquebot »